# Africophilus cesii
Africophilus cesii is een keversoort uit de familie waterroofkevers (Dytiscidae). De wetenschappelijke naam van de soort is voor het eerst geldig gepubliceerd in 1988 door Sanfilippo & Franciscolo.